# 所英男
所 英男（ところ ひでお、1977年8月22日 - ）は、日本の男性総合格闘家。岐阜県揖斐郡揖斐川町出身。リバーサルジム武蔵小杉 所プラス主宰。DREAMバンタム級日本トーナメント優勝。

## 経歴
揖斐高校時代までは野球部に所属していた。兄がUWFやリングスのファンだった影響で格闘技に興味を持つ。1999年、格闘技の興業のチケットを山本喧一が当時主宰していたジムであるパワー・オブ・ドリームに買いに行った際に誘われて、格闘技を始める。
2000年からアマチュア修斗やプロ・アマ問わずの大会「タイタンファイト」、グラップリング大会「THE CONTENDERS」で経験を積み、プロに転向。会社を辞めてアルバイトをしながら活動する。2002年5月6日に開催され、所にとっては初の大型大会となったプレミアムチャレンジで、矢野卓見に勝利する金星を上げ、プロ選手としての認知度を高めた。
2002年11月からリングスの流れを継ぐ総合格闘技団体ZSTに参戦。「ZST四兄弟」（長男：矢野卓見、二男：今成正和、三男：所英男、四男：小谷直之）の1人として活躍。
2003年6月1日、ZST.3でレミギウス・モリカビュチスに膝蹴りでKO負け。
2003年11月23日、ZST GPのトーナメント1回戦で大石真丈に腕ひしぎ十字固めで一本勝ちするも、2004年1月11日の2回戦でTAISHOに右ハイキックでTKO負け。
2004年3月7日、グラップリングルールのトーナメント、ZST GT-Fに出場し、優勝を果たした。
2004年5月5日、ZST.5でレミギウス・モリカビュチスに三角絞めで一本勝ち。リベンジを果たした。
2004年11月3日、ZST GP2のトーナメント1回戦で勝村周一朗にギロチンチョークで一本勝ちするも、2005年1月23日の準決勝で大石真丈に延長ラウンドの末に1-2の判定で敗れた。

### HERO'S
2005年7月6日、HERO'Sに初参戦。HERO'Sミドル級（-70kg）世界最強王者決定トーナメント開幕戦において、修斗世界ライト級（-65kg）王座を6年間5回防衛していた優勝候補のアレッシャンドリ・フランカ・ノゲイラを延長1R、右バックハンドブローでTKOする大金星を挙げ、一躍シンデレラボーイとして、脚光を浴びることになった。
2005年9月7日、HERO'Sミドル級トーナメントの準々決勝で宇野薫に判定負け。
2005年12月31日、K-1 PREMIUM 2005 Dynamite!!でホイス・グレイシーと対戦。17kg以上体重差がある体格で不利な対戦となったが、所は積極的に攻撃をしかけ打撃でホイスに鼻血を出させて、ホイスの得意な寝技でも劣勢になることなく健闘。ホイス側の要望で判定決着無しの特別ルールであったため、引き分けとなった。
2006年5月3日、HERO'S 2006 ミドル級世界最強王者決定トーナメント開幕戦のトーナメント1回戦でブラックマンバに開始43秒で右膝蹴りでKO負け。
2006年12月31日、K-1 PREMIUM 2006 Dynamite!!でホイラー・グレイシーと対戦。飛び膝蹴りをヒットさせると、寝業師のホイラー相手にスイープやパスガードをみせ判定勝ちを収めた。
2007年3月12日、HERO'S 2007 開幕戦 〜名古屋初上陸〜では永田克彦と対戦予定だったが、永田側の負傷欠場により急遽安廣一哉に変更。試合は1Rに腕ひしぎ十字固めで一本勝ち。
2007年6月2日、アメリカ合衆国カリフォルニア州ロサンゼルスのロサンゼルス・メモリアル・コロシアムで開催されたDynamite!! USAで、のちにUFCやWECで活躍するブラッド・ピケットと対戦。腕ひしぎ十字固めで1R一本勝ち。アメリカでの初試合を白星で飾った。
2007年12月31日、K-1 PREMIUM 2007 Dynamite!!で憧れの選手であった田村潔司と対戦、ストレートアームバーで一本負け。試合開始直前に田村の左頬に張り手を見舞い、口頭注意が与えられた。

### DREAM
2008年6月15日、DREAM初参戦となったDREAM.4でダレン・ウエノヤマと対戦し、判定勝ち。
2008年12月31日、Dynamite!! 〜勇気のチカラ2008〜で中村大介と対戦し、腕ひしぎ十字固めで一本負けを喫した。この試合で右腕尺骨を骨折した。
2009年10月6日、DREAM.11のフェザー級グランプリ準決勝で高谷裕之にKO負け。
2009年12月31日、Dynamite!! 〜勇気のチカラ2009〜のDREAM vs SRC 対抗戦でキム・ジョンマンと対戦し、判定勝ちを収めた。試合後のリング上で観戦に訪れていた練習仲間でもあるプロボクサーの内藤大助に現役続行を求めるエールを送った。
2010年9月25日、DREAM.16でヨアキム・ハンセンに三角絞めで一本負け。
2010年12月31日、Dynamite!! 〜勇気のチカラ2010〜で渡辺一久と対戦し、腕ひしぎ十字固めで一本勝ち。試合後のリング上で、癌で闘病中の練習仲間・宮下トモヤへのエールを送った。
2011年5月、自身のブログで2月に結婚していた事を発表。同年6月には自身のジム、リバーサルジム武蔵小杉 所プラスをオープンさせた。
2011年5月29日、DREAM JAPAN GPのバンタム級日本トーナメント1回戦で前田吉朗と対戦し、2RTKO勝ち。同日の準決勝で山本篤と再戦し、2-1の判定勝ちを収めリベンジを果たす。7月16日の決勝戦では今成正和と対戦し、判定勝ちでDREAMバンタム級日本トーナメント優勝を果たした。
2011年9月24日、DREAM.17でのバンタム級世界トーナメント1回戦でアントニオ・バヌエロスと対戦し、判定負け。12月31日、元気ですか!! 大晦日!! 2011のバンタム級世界トーナメントのリザーブマッチでユサップ・サーデュラエフと対戦。バスターで叩きつけられ失神TKO負けを喫した。
2012年12月24日、VTJ 1stで佐藤ルミナと対戦し、開始39秒でパウンドでKO勝ち。
2013年10月5日、VTJ 3rdでウィル・カンプザーノと対戦し、僅差の判定負け。試合後、所陣営は判定結果に納得が行かず、インターナショナル修斗コミッション及びVTJに判定結果について抗議するも、結果は覆らなかった。なお、この試合後にカンプザーノはUFCと契約している。
2014年7月29日、アメリカの総合格闘技団体Bellator MMAと契約した事が発表された。
2015年3月27日、オクラホマ州タッカービルで開催されたBellator 135でL.C.デイビスと対戦し、両者ノンストップの激闘を繰り広げるが、1-2の判定負け。同年のBellatorベストバウトに選ばれる名試合となった。

### RIZIN
2015年12月29日、RIZIN FIGHTING WORLD GRAND-PRIX 2015 さいたま3DAYS SARABAの宴で才賀紀左衛門と対戦し、1R5分16秒腕ひしぎ十字固めで勝利した。
2016年4月17日、RIZIN.1で桜庭和志とのタッグチームでヴァンダレイ・シウバ、田村潔司のチームとグラップリングルールで対戦し、時間切れによるドロー。
2016年9月25日、RIZIN FIGHTING WORLD GRAND-PRIX 2016 無差別級トーナメント 開幕戦でクロン・グレイシーにリアネイキドチョークで一本負け。
2016年12月21日、レミギウス・モリカビュチスが母国リトアニアで凶弾に倒れたことを受け、勝村周一朗ら日本の有志と「レミーガ追悼委員会」を結成。レミギウスの子供たちの養育費を集めた。
2016年12月31日、RIZIN FIGHTING WORLD GRAND-PRIX 2016 無差別級トーナメント FINAL ROUNDにて山本アーセンと対戦。パンチでダウンを奪われるも、腕ひしぎ十字固めで一本勝ち。
2017年7月30日、RIZIN FIGHTING WORLD GRAND-PRIX 2017 1st ROUND -夏の陣-にて堀口恭司と対戦しTKO負けを喫した。
2020年12月31日、RIZIN.26で、総合格闘技デビュー戦となるレスリング・リオ五輪銀メダリストの太田忍と対戦し、2Rに腕ひしぎ十字固めで一本勝ちを収めた。
2022年5月5日、RIZIN LANDMARK 3で、所英男＆金原正徳＆ vs.中村大介＆太田忍の組み合わせによる試合時間10分のグラップリングタッグマッチが行われ、様々な攻防の末に時間切れにより引き分けとなった。
2022年7月31日、RIZIN.37でDEEPフライ級王者の神龍誠とフライ級契約で対戦し、0-3の判定負けを喫した。
2022年12月31日、RIZIN.40で元UFCフライ級1位で現BKFCフライ級王者のジョン・ドッドソンと対戦し、1Rに左ストレートを受けてダウンし、追撃のパウンドによるTKO負けを喫した。
2023年10月1日、RIZIN LANDMARK 6でアラン・ヒロ・ヤマニハと対戦し、0-3の判定負けを喫した。
2024年7月28日、超RIZIN.3でヒロヤと対戦し、右ストレートでダウンを奪い、グラウンドエルボーで1R3分20秒TKO勝ちを収めた。この試合で負けたら引退する予定であることを事前に明かしていたが、勝利したことで現役続行出来ることを喜んだ。

## 人物・エピソード
- アマチュア時代は黒いトランクスを着用していたが、現在は赤いトランクスで試合に出場している。これは憧れの選手である田村潔司が試合では赤いパンツを着用しているからである。
- 実家はクリーニング屋。
- お笑いコンビバナナマンの日村勇紀とは一緒に旅行に行く仲。
- 練習の合間に清掃業のアルバイトをして生計を立て、普段の食事はもっぱらコンビニ弁当、住んでいる部屋は風呂なし六畳間という苦労人であったが、格闘技に専念するためアルバイトを辞め、2006年、稼いだファイトマネーで風呂つきのワンルームマンションに引越した。
- 前田日明に目をかけられ、前田の自宅やジムなどで「ゴッチ式トレーニング」を行っている。宮田和幸なども一緒にトレーニングしている。
- 2005年12月31日のK-1 PREMIUM 2005 Dynamite!!では、苗字が同じという縁で、所ジョージが入場テーマ曲「逆境ファイター」を提供（アルバム「安全第二」に収録）。また、バラエティ番組「所萬遊記」にも度々出演している（所ジョージには「息子」と呼ばれている）。
- 2007年12月から、エックスビズが運営していた求人サイト『414510.biz（ヨイシゴト）』のイメージキャラクターとして起用されていた。
- 2008年7月16日、東京都町田市鶴間の国道16号で、自家用車を運転中に追突事故に遭い、腰椎に1週間の怪我をしたが、翌日には練習に復帰。5日後の7月21日の試合では山崎剛に判定勝利している。
- 元プロボクサーの内藤大助や佐々木基樹がボクシングコーチを務めている。
- 2016年7月7日、第1子の男児が誕生[14]。

### 密着動画など
- RIZIN公式YouTubeチャンネルによる、所英男の練習密着動画『RIZIN CONFESSIONS』（2020）[映像 1]

## 戦績

### プロ総合格闘技
| 総合格闘技 戦績 | 総合格闘技 戦績 | 総合格闘技 戦績 | 総合格闘技 戦績 | 総合格闘技 戦績 | 総合格闘技 戦績 | 総合格闘技 戦績 |
| --------------- | --------------- | --------------- | --------------- | --------------- | --------------- | --------------- |
| 70 試合         | (T)KO           | 一本            | 判定            | その他          | 引き分け        | 無効試合        |
| 36 勝           | 6               | 21              | 9               | 0               | 1               | 0               |
| 33 敗           | 14              | 6               | 13              | 0               | 1               | 0               |

| 勝敗 | 対戦相手                             | 試合結果                                         | 大会名                                                                                                  | 開催年月日     |
| ○    | ヒロヤ                               | 1R 3:20 TKO（右ストレート→グラウンドでの肘打ち） | 超RIZIN.3                                                                                               | 2024年7月28日  |
| ×    | アラン“ヒロ”ヤマニハ                 | 5分3R終了 判定0-3                                | RIZIN LANDMARK 6                                                                                        | 2023年10月1日  |
| ×    | ジョン・ドッドソン                   | 1R 1:43 TKO（左ストレート→パウンド）             | RIZIN.40                                                                                                | 2022年12月31日 |
| ×    | 神龍誠                               | 5分3R終了 判定0-3                                | RIZIN.37                                                                                                | 2022年7月31日  |
| ○    | 太田忍                               | 2R 2:24 腕ひしぎ十字固め                         | RIZIN.26                                                                                                | 2020年12月31日 |
| ×    | 堀口恭司                             | 1R 1:41 TKO（右フック→パウンド）                 | RIZIN FIGHTING WORLD GRAND-PRIX 2017 1st ROUND -夏の陣-                                                 | 2017年7月30日  |
| ○    | 山本アーセン                         | 1R 1:19 腕ひしぎ十字固め                         | RIZIN FIGHTING WORLD GRAND-PRIX 2016 無差別級トーナメント FINAL ROUND                                   | 2016年12月31日 |
| ×    | クロン・グレイシー                   | 1R 9:44 リアネイキドチョーク                     | RIZIN FIGHTING WORLD GRAND-PRIX 2016 無差別級トーナメント 開幕戦                                        | 2016年9月25日  |
| ○    | 才賀紀左衛門                         | 1R 5:16 アームバー                               | RIZIN FIGHTING WORLD GRAND-PRIX 2015 さいたま3DAYS                                                      | 2015年12月29日 |
| ×    | L.C.デイビス                         | 5分3R終了 判定1-2                                | Bellator 135: Warren vs. Galvao                                                                         | 2015年3月27日  |
| ×    | ビクター・ヘンリー                   | 2R 3:52 TKO（右フック→パウンド）                 | GRANDSLAM -Way of the Cage-                                                                             | 2014年7月13日  |
| ×    | ウィル・カンプザーノ                 | 5分3R終了 判定1-2                                | VTJ 3rd                                                                                                 | 2013年10月5日  |
| ○    | テイラー・マコーストン               | 2R 2:34 ヒールホールド                           | VTJ 2nd                                                                                                 | 2013年6月22日  |
| ○    | 佐藤ルミナ                           | 1R 0:39 KO（パウンド）                           | VTJ 1st                                                                                                 | 2012年12月24日 |
| ×    | ユサップ・サーデュラエフ             | 1R 0:42 TKO（バスター）                          | 元気ですか!! 大晦日!! 2011 【バンタム級世界トーナメント リザーブマッチ】                                | 2011年12月31日 |
| ×    | アントニオ・バヌエロス               | 5分3R終了 判定1-2                                | DREAM.17 【バンタム級世界トーナメント 1回戦】                                                           | 2011年9月24日  |
| ○    | 今成正和                             | 2R（10分/5分）終了 判定3-0                       | DREAM JAPAN GP FINAL -2011バンタム級日本トーナメント決勝戦- 【バンタム級日本トーナメント 決勝】         | 2011年7月16日  |
| ○    | 山本篤                               | 2R（10分/5分）終了 判定2-1                       | DREAM JAPAN GP -2011バンタム級日本トーナメント- 【バンタム級日本トーナメント 準決勝】                   | 2011年5月29日  |
| ○    | 前田吉朗                             | 2R 0:43 TKO（タオル投入）                        | DREAM JAPAN GP -2011バンタム級日本トーナメント- 【バンタム級日本トーナメント 1回戦】                    | 2011年5月29日  |
| ○    | 渡辺一久                             | 3R 2:50 腕ひしぎ十字固め                         | Dynamite!! 〜勇気のチカラ2010〜                                                                         | 2010年12月31日 |
| ×    | ヨアキム・ハンセン                   | 1R 2:48 三角絞め                                 | DREAM.16                                                                                                | 2010年9月25日  |
| ×    | 西浦"ウィッキー"聡生                 | 1R 2:51 TKO（右フック→パウンド）                 | DREAM.14                                                                                                | 2010年5月29日  |
| ○    | キム・ジョンマン                     | 5分3R終了 判定3-0                                | Dynamite!! 〜勇気のチカラ2009〜                                                                         | 2009年12月31日 |
| ×    | 高谷裕之                             | 2R 0:32 KO（パウンド）                           | DREAM.11 フェザー級グランプリ2009 決勝戦 【フェザー級グランプリ 準決勝】                                | 2009年10月6日  |
| ○    | エイブル・カラム                     | 2R 1:38 チョークスリーパー                       | DREAM.9 フェザー級グランプリ2009 2nd ROUND 【フェザー級グランプリ 2回戦】                               | 2009年5月26日  |
| ×    | DJ.taiki                             | 2R（10分/5分）終了 判定0-3                       | DREAM.8 ウェルター級グランプリ2009 開幕戦 【フェザー級グランプリ 1回戦】                                | 2009年4月5日   |
| ×    | 中村大介                             | 1R 2:43 腕ひしぎ十字固め                         | Dynamite!! 〜勇気のチカラ2008〜                                                                         | 2008年12月31日 |
| ×    | 山本篤                               | 2R（10分/5分）終了 判定0-3                       | DREAM.6 ミドル級グランプリ2008 決勝戦                                                                   | 2008年9月23日  |
| ○    | 山崎剛                               | 2R（10分/5分）終了 判定3-0                       | DREAM.5 ライト級グランプリ2008 決勝戦                                                                   | 2008年7月21日  |
| ○    | ダレン・ウエノヤマ                   | 2R（10分/5分）終了 判定3-0                       | DREAM.4 ミドル級グランプリ2008 2nd ROUND                                                                | 2008年6月15日  |
| ×    | 田村潔司                             | 3R 3:08 ストレートアームバー                     | K-1 PREMIUM 2007 Dynamite!!                                                                             | 2007年12月31日 |
| ○    | 稲津航                               | 1R 1:35 腕ひしぎ十字固め                         | ZST.15 〜旗揚げ5周年記念大会〜                                                                          | 2007年11月23日 |
| ×    | ブラックマンバ                       | 1R 4:47 TKO（パウンド）                          | HERO'S 2007 ミドル級世界王者決定トーナメント開幕戦 【ミドル級トーナメント 1回戦】                       | 2007年7月16日  |
| ○    | ブラッド・ピケット                   | 1R 2:41 腕ひしぎ十字固め                         | Dynamite!! USA                                                                                          | 2007年6月2日   |
| ○    | 安廣一哉                             | 1R 3:00 腕ひしぎ十字固め                         | HERO'S 2007 開幕戦 〜名古屋初上陸〜                                                                     | 2007年3月12日  |
| ○    | ホイラー・グレイシー                 | 5分3R終了 判定3-0                                | K-1 PREMIUM 2006 Dynamite!!                                                                             | 2006年12月31日 |
| ○    | 金子賢                               | 1R 1:50 腕ひしぎ十字固め                         | HERO'S 2006 ミドル&ライトヘビー級世界最強王者決定トーナメント決勝戦                                     | 2006年10月9日  |
| ×    | アイヴァン・メンジバー               | 5分2R終了 判定0-2                                | HERO'S 2006 ミドル&ライトヘビー級世界最強王者決定トーナメント準々決勝 【ミドル級トーナメント 準々決勝】 | 2006年8月5日   |
| ×    | ブラックマンバ                       | 1R 0:43 KO（右膝蹴り）                           | HERO'S 2006 ミドル級世界最強王者決定トーナメント開幕戦 【ミドル級トーナメント 1回戦】                   | 2006年5月3日   |
| ○    | 池田祥規                             | 1R 0:49 三角絞め                                 | HERO'S 2006                                                                                             | 2006年3月15日  |
| ×    | エリカス・ペトライティス             | 2R 4:03 KO（膝蹴り）                             | ZST.9                                                                                                   | 2006年2月18日  |
| △    | ホイス・グレイシー                   | 10分2R終了 時間切れ                              | K-1 PREMIUM 2005 Dynamite!!                                                                             | 2005年12月31日 |
| ○    | ガブリエル・リムレイ                 | 1R 1:12 三角絞め                                 | K-1 WORLD MAX 2005 〜世界王者対抗戦〜                                                                   | 2005年10月12日 |
| ×    | 宇野薫                               | 5分2R終了 判定0-3                                | HERO'S 2005 ミドル級世界最強王者決定トーナメント準決勝 【ミドル級トーナメント 準々決勝】                | 2005年9月7日   |
| ○    | アレッシャンドリ・フランカ・ノゲイラ | 延長R 0:08 TKO（右バックブロー）                 | HERO'S 2005 ミドル級世界最強王者決定トーナメント開幕戦 【ミドル級トーナメント 1回戦】                   | 2005年7月6日   |
| ○    | エリカス・ペトライティス             | 判定                                             | Shooto Lithuania: Chaosas                                                                               | 2005年4月7日   |
| ×    | 大石真丈                             | 延長R終了 判定1-2                                | ZST-GP2 ファイナルステージ 【フェザー級トーナメント 準決勝】                                            | 2005年1月23日  |
| ×    | ダリウス・スクリアウディス           | 5分2R終了 判定0-3                                | Shooto Lithuania: Bushido」                                                                             | 2004年11月20日 |
| ○    | 勝村周一朗                           | 1R 0:38 ギロチンチョーク                         | ZST-GP2 オープニングステージ 【フェザー級トーナメント 1回戦】                                           | 2004年11月3日  |
| ×    | 小谷直之                             | 1R 1:44 ヒールホールド                           | ZST.6                                                                                                   | 2004年9月12日  |
| ○    | 佐東伸哉                             | 1R 3:23 三角絞め                                 | ZST BATTLE HAZARD 01                                                                                    | 2004年7月4日   |
| ○    | レミギウス・モリカビュチス           | 1R 3:30 三角絞め                                 | ZST.5                                                                                                   | 2004年5月5日   |
| ○    | エリカス・ペトライティス             | 2R 3:40 チョークスリーパー                       | Shooto Lithuania: Vendetta                                                                              | 2004年4月4日   |
| ×    | TAISHO                               | 1R 0:53 TKO（右ハイキック）                      | ZST GP 決勝大会 【2回戦】                                                                               | 2004年1月11日  |
| ○    | 大石"JACKAL"真丈                     | 1R 3:13 腕ひしぎ十字固め                         | ZST GP 開幕戦 【1回戦】                                                                                 | 2003年11月23日 |
| ○    | 中原太陽                             | 1R 4:56 腕ひしぎ十字固め                         | ZST.4                                                                                                   | 2003年9月7日   |
| ×    | レミギウス・モリカビュチス           | 1R 1:45 KO（膝蹴り）                             | ZST.3                                                                                                   | 2003年6月1日   |
| ×    | アンタナス・ジャスビュティス         | 5分2R終了 ロストポイント1-2                      | Bushido Rings 7: Adrenalinas                                                                            | 2003年4月5日   |
| ○    | 松本秀彦                             | 延長R終了 判定2-1                                | ZST.2                                                                                                   | 2003年3月9日   |
| ○    | 坪井淳浩                             | 2R 4:09 腕ひしぎ十字固め                         | ZST.1                                                                                                   | 2002年11月23日 |
| ○    | 滝田J太郎                            | 1R 1:41 TKO（ドクターストップ）                  | DEMOLITION 020908                                                                                       | 2002年9月8日   |
| ○    | 矢野卓見                             | 10分1R終了 判定3-0                               | プレミアムチャレンジ                                                                                    | 2002年5月6日   |
| ×    | 小谷直之                             | 5分3R終了 判定0-2                                | リングス BATTLE GENESIS Vol.8 〜壮大なる格闘実験〜                                                      | 2001年9月21日  |
| ×    | 山本高行                             | 1R 3:50 TKO                                      | 第4回タイタンファイト 【準決勝】                                                                        | 2001年7月1日   |
| ○    | 似田貝旭                             | 1R 5:12 ヒールホールド                           | 第4回タイタンファイト 【準々決勝】                                                                      | 2001年7月1日   |
| ○    | 小谷野澄雄                           | 1R 0:56 TKO                                      | 第4回タイタンファイト 【1回戦】                                                                         | 2001年7月1日   |
| ×    | 鈴木雅史                             | 1R 1:57 TKO（パンチ）                            | 第3回タイタンファイト 【1回戦】                                                                         | 2001年4月30日  |
| ×    | 久松勇二                             | 1R 0:56 ドロップアウト                           | 第2回タイタンファイト 【3回戦】                                                                         | 2001年1月21日  |
| ○    | 好川統                               | 1R 2:19 腕ひしぎ十字固め                         | 第2回タイタンファイト 【2回戦】                                                                         | 2001年1月21日  |
| ×    | 市川直人                             | 2R 3:59 スリーパーホールド                       | 第1回タイタンファイト 【準々決勝】                                                                      | 2000年9月29日  |

### アマチュア総合格闘技
| 勝敗 | 対戦相手   | 試合結果                        | 大会名                                                                 | 開催年月日     |
| △    | 志田幹     | 5分2R終了 時間切れ              | PANCRASE 2002 SPIRIT TOUR 【パンクラスゲート】                         | 2002年2月17日  |
| ×    | 岩崎成敦   | 1:52 フロントスリーパーホールド | 第1回東日本アマチュア修斗フレッシュマントーナメント 【ライト級 2回戦】 | 2001年4月15日  |
| ○    | 出見世雅之 | 4分1R終了 ポイント25-23         | 第1回東日本アマチュア修斗フレッシュマントーナメント 【ライト級 1回戦】 | 2001年4月15日  |
| △    | 小林悟朗   | 1R終了 ポイント同点             | キングダムエルガイツ No name HERO III                                  | 2000年10月29日 |

### グラップリング
| 勝敗 | 対戦相手                 | 試合結果                   | 大会名                                                     | 開催年月日     |
| △    | 宇野薫                   | 8分1R終了 時間切れ         | QUINTET FIGHT NIGHT 5 in TOKYO                             | 2020年10月27日 |
| △    | 竿本樹生                 | 5分1R終了 時間切れ         | BRAVE FIGHT 18×GRACHAN 39                                  | 2019年3月10日  |
| ○    | アルテミジェ・シテンコフ | 2R 0:52 三角絞め           | HERO'S FIGHTING NETWORK '06 Lithuania Round 【GT-Fルール】 | 2006年11月11日 |
| ×    | 勝村周一朗               | 1R 4:55 三角絞め           | ZST GT-F2 【準決勝】                                       | 2006年5月27日  |
| ○    | 今泉堅太郎               | 2R終了 判定3-0             | ZST GT-F2 【1回戦】                                        | 2006年5月27日  |
| ○    | ジェイソン・ラインハルト | 1R 2:27 膝十字固め         | ZST.8 【GT-Fタイトルマッチ】                               | 2005年11月23日 |
| ○    | 若林次郎                 | 2R 2:39 チョークスリーパー | ZST GT-F 【決勝】                                          | 2004年3月7日   |
| ○    | 松本秀彦                 | 2R終了 判定2-1             | ZST GT-F 【準決勝】                                        | 2004年3月7日   |
| ○    | 大石真丈                 | 2R終了 判定3-0             | ZST GT-F 【1回戦】                                         | 2004年3月7日   |
| △    | 中原太陽                 | 5分2R終了 ドロー           | Club Contenders 2002                                       | 2002年8月24日  |
| ×    | 今成正和                 | 5分2R終了 判定38-40        | The CONTENDERS 7 NEXT                                      | 2002年7月7日   |
| ×    | 矢野卓見                 | 5分2R終了 判定38-39        | The CONTENDERS X-RAGE vol.2                                | 2002年3月10日  |
| ×    | 門脇英基                 | 2R 3:29 チョークスリーパー | The CONTENDERS X-RAGE vol.1                                | 2001年12月14日 |
| △    | 阿部裕幸                 | 5分2R終了 時間切れ         | CLUB CONTENDERS:01                                         | 2001年8月15日  |

### グラップリングタッグマッチ
| 勝敗 | 対戦相手                                               | 試合結果            | 大会名               | 開催年月日    |
| △    | 中村大介&太田忍 （パートナー：金原正徳）               | 10分1R終了 時間切れ | RIZIN LANDMARK vol.3 | 2022年5月5日  |
| △    | ヴァンダレイ・シウバ&田村潔司 （パートナー：桜庭和志） | 15分1R終了 時間切れ | RIZIN.1              | 2016年4月17日 |

### グラップリングエキシビション
| 勝敗 | 対戦相手 | 試合結果           | 大会名               | 開催年月日    |
| △    | 村田良蔵 | 5分1R終了 時間切れ | 極～KIWAMI～旗揚げ戦 | 2023年3月19日 |

## 獲得タイトル
- リングスアマチュア大会『第1回KOK Limited』優勝（2001年）[15]
- ZSTフェザー級グラップリングトーナメント GT-F 優勝（2004年）
- DREAMバンタム級日本トーナメント 優勝（2011年）

## メディア出演

### 吹き替え
- ムタフカズ -MUTAFUKAZ-（2018年） - フェリツ 役[16]

### テレビ
- 日本テレビ「踊る！さんま御殿」
- 日本テレビ「ガキの使いやあらへんで！」
- 日本テレビ「有吉ゼミ」
- TBS「SASUKE」
- TBS「スポーツマンNo.1決定戦」
- TBS「DREAM」
- TBS「HEROS」
- TBS「100kg超級ダイエットSP "あの日に帰りたい"」
- TBS「タレント☆名鑑～ガチ相撲～」
- テレビ東京「どうぶつピース！！」
- テレビ東京「有吉ぃぃeeeee!そうだ!今からお前んチでゲームしない?」
- テレビ東京「モヤモヤさまぁ〜ず2」
- テレビ東京「開運！なんでも鑑定団」
- テレビ東京「所さんの学校では教えてくれないそこんトコロ！」
- フジテレビ「RIZIN」

→大晦日3回•メインイベント2回•那須川天心戦　合計9回出場
- フジテレビ「ビューティーコロシアム」
- フジテレビ「フジヤマファイトクラブ」
- 柔術やろうぜ!（2019年11月3日 ‐ 2020年1月27日、tvk） ‐ ゲスト

### 試合映像
1. ↑  『【試合映像】2016.12.31 第9試合：所英男 vs 山本アーセン』RIZIN公式YouTubeチャンネル、2016年。
2. ↑  『【試合映像】堀口恭司 vs. 所英男 / Kyoji Horiguchi vs. Hideo Tokoro - 7/30/2017』RIZIN公式YouTubeチャンネル、2017年。
3. ↑  『【試合映像】所英男 vs. 太田忍 / Hideo Tokoro vs. Shinobu Ota - RIZIN.26』RIZIN公式YouTubeチャンネル、2020年。
4. ↑  『【試合映像】所英男 vs. アラン“ヒロ”ヤマニハ / Hideo Tokoro vs. Alan“Hiro”Yamaniha - RIZIN LANDMARK 6』RIZIN公式YouTubeチャンネル、2023年。

### 補足映像
1. ↑  『【番組】RIZIN CONFESSIONS #62（※番組内で試合映像＆所英男と太田忍による試合振り返りドキュメンタリー番組）』RIZIN公式YouTubeチャンネル、2020年。
2. ↑  『【番組】RIZIN CONFESSIONS #100（※番組内で試合映像＆金原正徳・所英男・中村大介・太田忍による試合振り返りドキュメンタリー番組）』RIZIN公式YouTubeチャンネル、2022年。
3. ↑  『【番組】RIZIN CONFESSIONS #102（※番組内で試合映像＆所英男と神龍誠による試合振り返りドキュメンタリー番組）』RIZIN公式YouTubeチャンネル、2022年。
4. ↑  『【番組】RIZIN CONFESSIONS #117（※番組内で試合映像＆所英男とジョン・ドッドソンによる試合振り返りドキュメンタリー番組）』RIZIN公式YouTubeチャンネル、2022年。
5. ↑  『【番組】RIZIN CONFESSIONS #134（※番組内で試合映像＆所英男とアラン・ヒロ・ヤマニハによる試合振り返りドキュメンタリー番組）』RIZIN公式YouTubeチャンネル、2023年。
6. ↑  『【番組】RIZIN CONFESSIONS #157（※番組内で試合映像＆所英男とヒロヤによる試合振り返りドキュメンタリー番組）』RIZIN公式YouTubeチャンネル、2024年。

### 映像資料
1. ↑  『【番組】RIZIN CONFESSIONS #60（※番組内で所英男のRIZIN.26太田忍戦に向けた練習に密着。ドキュメンタリー番組）』RIZIN公式YouTubeチャンネル、2020年。

### 戦績など
- RIZIN 選手データ
- DREAM 選手データ
- HERO'S 選手データ - ウェイバックマシン（2010年7月20日アーカイブ分）
- K-1 選手データ - ウェイバックマシン（2011年8月11日アーカイブ分）
- バウトレビュー 選手データ
- MMAjunkie 選手データ
- 所英男の戦績 - SHERDOG（英語）